# Franz Strunz
Franz Strunz (* 15. November 1875 in Eger; † 28. März 1953 in Wien) war ein österreichischer Wissenschaftshistoriker.

## Leben
Strunz war der Sohn eines Konsistorialrats und studierte ab 1897 an der Technischen Hochschule Dresden und ab 1899 an der Universität Berlin Naturwissenschaft, Philosophie und Theologie und wurde 1901 in Berlin promoviert (Beiträge zur Entwicklungsgeschichte der stöchiometrischen Forschung: eine Kritik der inductiven Naturwissenschaft). In Berlin war er Schüler von Hans Heinrich Landolt, Wilhelm Dilthey und in Dresden von Ernst von Meyer. Danach war er 1901 bis 1904 wissenschaftlicher Hilfsarbeiter an der Kaiser Wilhelm Bibliothek in Berlin und Posen und habilitierte sich 1905 an der Technischen Hochschule Brünn und nochmals 1906 an der Technischen Hochschule Wien. 1914 wurde er Titularprofessor an der TH Wien und 1920 außerordentlicher Professor für Geschichte der Naturwissenschaften an der Technischen Hochschule Wien. Außerdem hatte er dort einen Lehrauftrag für Theorie und Praxis der Volksbildung- Er wurde 1940 Mitglied der NSDAP, wurde aber später aus unbekannten Gründen wieder ausgeschlossen.
Er galt zu seiner Zeit als bedeutender Experte für Paracelsus und befasste sich mit Geschichte der Naturforschung im Mittelalter, Geschichte der Alchemie und Astrologie.
Er war einer der Gründer der Urania in Wien und 1910 bis 1938 deren wissenschaftlicher Direktor.
1950 erhielt er den Preis der Stadt Wien für Volksbildung. 1906 wurde er Mitglied der Leopoldina.
1987 wurde nach ihm die Strunzgasse im 22. Wiener Gemeindebezirk Donaustadt benannt.
Er besorgte auch Neuausgaben der Geschichte der Alchemie von Karl Christoph Schmieder (München: Barth 1927) und der Chemie im Altertum und im Mittelalter von Marcellin Berthelot (Wien 1909).

## Veröffentlichungen (Auswahl)
- Theophrastus Paracelsus, sein Leben und seine Persönlichkeit, ein Beitrag zur Geistesgeschichte der Renaissance. Eugen Diederichs, Leipzig 1903, Archive
- Geschichte der Naturwissenschaften im Mittelalter. Im Grundriss dargestellt. Enke, Stuttgart 1910; Nachdruck Gerstenberg, Hildesheim 1972.
- Naturbetrachtung und Naturerkenntnis im Altertum, eine Entwickelungsgeschichte der antiken Naturwissenschaften. Hamburg/Leipzig 1904; Nachdruck Zentralantiquariat der DDR, 1971, Archive
- Die Chemie im klassischen Altertum. 1905.
- Über die Vorgeschichte und die Anfänge der Chemie. 1906.
- Johann Baptist van Helmont (1577–1644): ein Beitrag zur Geschichte der Naturwissenschaften. Wien 1907, Archive
- Beiträge und Skizzen zur Geschichte der Naturwissenschaften. 1909.
- Die Vergangenheit der Naturforschung: ein Beitrag zur Geschichte des menschlichen Geistes. Jena 1913.
- Goethe als Naturforscher. Volksbildungshaus Wiener Urania, 1917.
- Albertus Magnus, Weisheit und Naturforschung im Mittelalter. Wien 1926.
- Paracelsus. Hassel, Leipzig 1924.
- Zaubersteine. In: Sudhoffs Archiv. Band 33, 1941; Neudruck 1965, S. 233–248.
- Theophrast von Hohenheim genannt Paracelsus. In: Von deutscher Art in Sprache und Dichtung. Band 3. Kohlhammer, 1942, S. 97–146.
- Astrologie, Alchemie, Mystik: Ein Beitrag zur Geschichte der Naturwissenschaften. München 1928.
- als Herausgeber: Paracelsus, Volumen Paramirum und Opus Paramirum. Eugen Diederichs , Jena 1904.
- als Herausgeber: Paracelsus, Das Buch Paragranum. Diederichs, Leipzig 1903.
- Alchemie. In: Religion in Geschichte und Gegenwart. 3. Auflage, Band 1. Tübingen 1957.